# Milton Cruz
Milton Cruz (Cubatão, 1 de agosto de 1957), é um treinador e ex-futebolista brasileiro que atuava como atacante. Atualmente é assessor técnico do São Paulo.

## Carreira
Milton foi criado em Cubatão e começou no Comercial de Santos, em 1970, aos treze anos de idade, passou pelo Aliança de São Bernardo do Campo, antes de chegar aos juvenis do São Paulo em 1975, conquistando a artilharia do Campeonato Paulista de aspirantes de 1976, com oito gols. Como atacante do Tricolor, entre 1977 e 1979, Milton era o reserva de Serginho Chulapa. Passou ainda por Nacional do Uruguai, Internacional, Botafogo, Sport Club do Recife, Náutico, Tokyo Verdy e Kashima Antlers
Auxiliar técnico do São Paulo a partir de 1996, substituiu interinamente vários treinadores titulares do clube quando deixavam o clube. Quando ele assumiu o comando interino do clube pela primeira vez, em 1999, substituindo Paulo César Carpeggiani, o mais cotado para o lugar provisório era o técnico do time de juniores tricolor, Pita. Porém, este já estava com férias marcadas, e a vaga ficou com Milton Cruz, então observador técnico. Levir Culpi já estava contratado para assumir o clube em 2000, porém não quis adiantar sua apresentação para comandá-lo na partida contra o Atlético Paranaense, pela seletiva da Libertadores, que acabaria sendo a última do time em 1999.
Em janeiro de 2016, Milton foi remanejado para a área de análise de desempenho, passando a não viajar mais com a delegação do São Paulo e a não ficar mais no banco de reservas junto aos treinadores. Em 24 de março de 2016 foi confirmada sua demissão do São Paulo, após mais de 22 anos de trabalhos consecutivos, exceto em 2002, ano em que trabalhou no Al-Ittihad da Arábia Saudita. A decisão já vinha sendo cogitada desde a gestão anterior do clube e só não tinha sido tomada antes devido à boa relação que o funcionário tinha com o técnico Juan Carlos Osorio, em 2015, e a classificação para a Libertadores de 2016 sob seu comando, nas últimas rodadas do Campeonato Brasileiro de 2015. No período em que integrou a comissão técnica do São Paulo, de 1996 a 2016, dirigiu interinamente o clube em 43 jogos, com 23 vitórias, sete empates e treze derrotas. Em 2003, quando auxiliou diretamente o técnico Roberto Rojas, o São Paulo chegou à classificação para a Copa Libertadores de 2004, depois de dez temporadas de ausência da competição.
Em 19 de fevereiro de 2017, acertou com o Náutico. Em agosto do mesmo ano foi contratado pelo Figueirense, onde permaneceu até setembro de 2018. Em março de 2021, Cruz retornou ao São Paulo como assessor técnico.

## Estatísticas

### Como treinador
Atualizado até 21 de abril de 2024.
| Clube       | Jogos | Vitórias | Empates | Derrotas | Aproveitamento |
| ----------- | ----- | -------- | ------- | -------- | -------------- |
| São Paulo   | 44    | 24       | 7       | 13       | 59.85%         |
| Náutico     | 12    | 5        | 4       | 3        | 52.78%         |
| Figueirense | 68    | 31       | 21      | 16       | 55.88%         |
| Sport       | 7     | 4        | 0       | 3        | 57.14%         |

## Títulos

### Como treinador
Figueirense
- Campeonato Catarinense: 2018

### Prêmios individuais
- Melhor Técnico do Campeonato Catarinense: 2018